# Карнаухівка (Ізюмський район)
Карнау́хі́вка —  село в Україні, у Оскільській сільській територіальній громаді Ізюмського району Харківської області. Населення становить 41 осіб. До 2020 орган місцевого самоврядування — Вірнопільська сільська рада.

## Географія
Село Карнаухівка знаходиться на одному з витоків річки Велика Комишуваха, балки Комишуваха. На відстані 4,5 км від села Вірнопілля.

## Історія
12 червня 2020 року, розпорядженням Кабінету Міністрів України № 725-р «Про визначення адміністративних центрів та затвердження територій територіальних громад Харківської області», увійшло до складу Оскільської сільської територіальної громади.
19 липня 2020 року, в результаті адміністративно-територіальної реформи та ліквідації Ізюмського району (1923—2020), село увійшло до складу новоутвореного Ізюмського району.

## Економіка
- Вівце-товарна ферма.

## Населення
Згідно з переписом УРСР 1989 року чисельність наявного населення села становила 60 осіб, з яких 26 чоловіків та 34 жінки.
За переписом населення України 2001 року в селі мешкало 40 осіб.

### Мова
Розподіл населення за рідною мовою за даними перепису 2001 року:
| Мова       | Відсоток |
| ---------- | -------- |
| українська | 80,49 %  |
| російська  | 4,88 %   |
| інші       | 14,63 %  |